# 麦吊云杉
麦吊云杉（学名：Picea brachytyla）是松科云杉属的植物，为中国的特有植物。分布在中国大陆的湖北、四川、甘肃、陕西等地，生长于海拔1,500米至3,500米的地区，常生长在山坡和针叶林中，目前尚未由人工引种栽培。

## 别名
麦吊杉（四川），川云杉（中国植物图谱），垂枝云杉（中国树木分类学），垂枝杉，密苍杉（中国裸子植物志），菱鳞云杉（经济植物手册）

## 异名
- Picea brachytyla (Franch.) Pritz. var. complanata (Mast.) Cheng ex Rehd.